# Tu hijo
Tu hijo és una pel·lícula de thriller espanyola dirigida i coescrita per Miguel Ángel Vivas. Protagonitzada per José Coronado, Ana Wagener, Ester Expósito, Asia Ortega i Pol Monen, va ser estrenada el 9 de novembre de 2018. El març de 2019 fou afegida al catàleg de la plataforma Netflix.

## Sinopsi
La vida del doctor Jaime Jiménez fa un tomb quan s'enfronta a una veritat esquinçadora: el seu fill de 17 anys ha quedat en estat vegetatiu després de rebre una terrible pallissa a la sortida d'un club nocturn. Convençut que la llei no farà res per a capturar als responsables, decideix ell mateix buscar la seva venjança, rastrejant i perseguint als culpables de la seva desgràcia.

## Repartiment
- José Coronado - Jaime Jiménez.
- Ana Wagener - Carmen.
- Asia Ortega - Sara.
- Pol Monen - Marcos.
- Ester Expósito - Andrea
- Marco H. Medina - Pedro.
- Gonzalo Hermoso - Albino.
- Sergio Castellanos - Raúl.
- Luis Bermejo - Manolo.
- Ramiro Alonso - Juan.

## Recepció
La pel·lícula ha estat ben rebuda per la crítica.
| «                       | "És una obra que ha de donar de què parlar a la sortida del cinema. Et col·loca en una tessitura de la qual potser és impossible sortir". | » |
| — Javier Ocaña, El País | |   |

| «                    | "Vivas construeix una història amb la qual cal anar amb peus de plom". També es va referir al treball de Coronat, comentant que "el pes de la trama recau en les sòlides espatlles de José Coronado". | » |
| — Oti Rodríguez, ABC | |   |

## Premis i nominacions
XXVIII Premis de la Unión de Actores
| Categoria                   | Nominats      | Resultat  |
| --------------------------- | ------------- | --------- |
| Millor actor protagonista   | José Coronado | Nominat   |
| Millor actor de repartiment | Luis Bermejo  | Guanyador |

XXXIII Premis Goya
| Categoria    | Nominats      | Resultat |
| ------------ | ------------- | -------- |
| Millor actor | José Coronado | Nominat  |

Medalles del Cercle d'Escriptors Cinematogràfics de 2018
| Categoria    | Nominats      | Resultat |
| ------------ | ------------- | -------- |
| Millor actor | José Coronado | Nominat  |

Seminci 2019
| Categoria   | Nominats | Resultat |
| ----------- | -------- | -------- |
| Espiga d'Or | -        | Nominat  |